# Cattle Town
Cattle Town é um filme de faroeste estadunidense dirigido por Noel M. Smith e estrelado por Dennis Morgan, Philip Carey, Amanda Blake, Rita Moreno, Paul Picerni e Ray Teal. O filme foi lançado pela Warner Bros. em 6 de setembro de 1952.

## Elenco
- Dennis Morgan como Mike McGann
- Philip Carey como Ben Curran
- Amanda Blake como Marian Hastings
- Rita Moreno como Queli
- Paul Picerni como Pepe
- Ray Teal como Judd Hastings
- Jay Novello como Felipe Rojas
- George O'Hanlon como Shiloh
- Robert J. Wilke como Keeno
- Sheb Wooley como Miller
- Charles Meredith como Governador do Texas
- Merv Griffin como Joe